# Кампо ди Ђове
Кампо ди Ђове (итал. Campo di Giove) је насеље у Италији у округу Л'Аквила, региону Абруцо.
Према процени из 2011. у насељу је живело 825 становника. Насеље се налази на надморској висини од 1067 м.

## Становништво
| 1931. | 1936. | 1951. | 1961. | 1971. | 1981. | 1991. | 2001. | 2011. |
| ----- | ----- | ----- | ----- | ----- | ----- | ----- | ----- | ----- |
| 1.255 | 1.241 | 1.195 | 890   | 811   | 935   | 926   | 907   | 847   |